# 張時弼
張時弼（1568年—？），字國臣，號文宇，江西南昌府新建县民籍南昌县岐頭岡人，明朝政治人物。

## 生平
萬曆十三年（1585年）乙酉科江西鄉試舉人，二十六年（1598年）戊戌科進士。礼部觀政，次年授淮安府推官，三十三年行取，三十六年八月考選爲山东道御史，巡视西城，奏言十二事，巡按河南，刚正敢言，不避权贵，佥壬尽为敛手，時稱人杰。

## 家族
曾祖张静恭。祖张仁貴，庠生。父张合正。